# Muhammad Sakizli
Muhammad Sakizli (1892-14 ianuarie 1976), a fost un om politic libian.
- Prim ministru al Libiei (februarie-aprilie 1954).

1. ↑  http://alwasat.ly/news/art-culture/270059